# Ливгрен, Керри
Ке́рри А́ллен Ли́вгрен (англ. Kerry Allen Livgren; род. 18 сентября 1949 года, Топика, штат Канзас, США) — музыкант и автор песен американской рок-группы Kansas. Известен как один из основателей и главных авторов песен группы. Он также является автором «Dust in the Wind», одной из самых выдающихся песен 1970-х годов.

## Биография

### Ранние годы (1949—1973)
Керри Ливгрен родился 18 сентября 1949 года в городе Топика, штат Канзас, в семье Аллена Лероя Ливгрена (Allen Leroy Livgren), инженера-технолога, и его жены Бетти Ливгрен, в девичестве МакЭлини (Betty Livgren, nee McElhiney). С ранних лет Керри интересовался музыкой, однако в то время, как его сверстники увлекались Элвисом Пресли, Ливгрен предпочитал слушать классическую музыку и джаз. Первую свою электрогитару Керри смастерил самостоятельно, использовав для этого дешёвую гитару Stella, усилитель Sears и некачественный астатический микрофон. Наряду с освоением гитары, он, стремясь к большему творческому самовыражению и оригинальности, стал пробовать сочинять песни. Некоторое время учился в Университете Уошберн города Топика.
Свою первую группу под названием The Gimlets Керри сформировал в старших классах школы. В её состав вошли несколько его друзей, включая Джона Приббла (ударные), Скотта Кесслера (бас), Тима Стросса (гитара) и будущего участника Kansas Дэна Райта (клавишные). Музыкой они занимались после школы и в выходные дни, выступали в Канзасе и соседнем штате Миссури. Их оригинальные композиции представляли собой смесь психоделического рока и поп-музыки. По окончании в 1967 году средней школы в Топике Ливгрен продолжил выступать с Gimlets, учась в колледже, а затем присоединился к группе Mellotones, которая ориентировалась преимущественно на мейнстримовый ритм-энд-блюз; там он в 1969 году познакомился с клавишником Доном Монтре. Керри считает, что в то время в его жизни возникли две вещи, которые он считает в какой-то степени диаметрально противоположными: с одной стороны, желание стать рок-звездой, а с другой — надежда понять смысл жизни.
Завязав крепкую дружбу, Ливгрен и Монтре решили покинуть Mellotones и присоединиться к коммерчески более успешной группе The Reasons Why, в которую вошли Линн Мередит и Дэн Райт. Хотя эта команда и преуспела в финансовом отношении, тем не менее, её стиль не давал Ливгрену возможностей для творческого самовыражения. Керри и Монтре предпочли создать собственную группу. Они реформировали Gimlets с бывшими участниками Скоттом Кесслером и Дэном Райтом и включили в состав несколько новых членов, а затем переименовали коллектив в Saratoga. В него вошли Линн Мередит, Дон Монтре, Дэн Райт, Керри Ливгрен, Фил Эхарт и Дэйв Хоуп.
В 1970 году Ливгрен и Эхарт решили сформировать новую группу, которая объединила бы лучших членов Saratoga и группы Фила Эхарта White Clover (в неё входили Стив Уолш, Рич Уильямс, Дэйв Хоуп и Джефф Гликсман). Пока Ливгрен и Эхарт обсуждали, как назвать новую группу, Дэйв Хоуп вступил в разговор и предложил назвать их Kansas. Эта версия Kansas, в будущем названная фанатами Kansas I, была известна своими сложными музыкальными аранжировками и оригинальностью, но просуществовала в данном составе всего год.
В 1971 году Эхарт и Хоуп покинули группу, а Ливгрен, не меняя название, её реформировал и продолжил работу. (Позднее эта версия группы получила известность у фанатов как Kansas II, а её состав позже, спустя десятилетия, преобразовался в Proto-Kaw). Kansas II продолжал исполнять оригинальные произведения Ливгрена, в которых экспериментальный рок сочетался с психоделическим роком и джазом. За это время Kansas II записал демо-кассету, которая была выпущена в коммерческих целях спустя 30 лет. Kansas II завоёвывал поклонников, а встроенная аудитория помогала им обеспечивать концерты. Тем не менее, финансовые проблемы преследовали группу, и, после того как контракт с лейблом Jefferson Airplane не состоялся, а старый школьный автобус во время гастролей сломался в дороге, группа распалась; произошло это в 1973 году.
Вскоре после этого Эхарт пригласил Ливгрена присоединиться к реформированной группе White Clover, в которую вошли также вокалист Стив Уолш, скрипач Робби Стейнхардт, Дэйв Хоуп в качестве басиста и гитариста и Эхарт Уильямс на ударных. Перед тем, как Ливгрен присоединился к группе, White Clover разослала демо-запись из пяти песен, которая заинтересовала Дона Киршнера для его нового лейбла. Во время подписания контракта с Киршнером музыканты вскоре сменили название на Kansas, став третьим и, в конечном итоге, самым известным составом, который использовал это имя.

### Коммерческий успех с Kansas (1974—1977)
После того, как три альбома за два года не предоставили ни одного хитового сингла, Киршнер и CBS потребовали от Kansas написать хит. Ливгрен и группа поняли, что это их последний шанс. Уолш в тот момент не был готов писать песни, и тогда Ливгрен стал автором или соавтором всех песен для четвёртого альбома группы Leftoverture. В последний день репетиции нового альбома Ливгрен сочинил ещё одну песню, которую они репетировали только один раз перед тем, как отправиться в студию. Песня "Carry On Wayward Son" стала первым хитом группы, достигнув 11-го месте в числе лучших. Как и многие из его более поздних песен, она отражала чувство постоянного поиска в надежде найти ответы.
После успеха Leftoverture Ливгрен написал песню "Dust in the Wind" (1977) для альбома Point of Known Return. Как и "Carry On Wayward Son", "Dust in the Wind" была включена в альбом в последнюю минуту. Вначале Ливгрен считал её лишь разогревом акустической гитары, но однажды дома жена сказала ему, что песня обязательно должна попасть в альбом. Поскольку время, чтобы её доработать ещё было, Ливгрен представил песню группе, и она была включена. В итоге песня стала самым главным хитом группы, достигнув 6-й позиции в чартах популярности.

### Обращение в христианство
Однажды Ливгрен осознал, что многие вещи, которые он испытал как рокер (успех, деньги, слава, женщины и т. д.), разрушали его жизнь. В начале 1979 года он приобщился к религии Урантии, основанной на Книге Урантии — серии статей, посвящённых Вселенной, Земле и жизни Иисуса, которые якобы были написаны сверхъестественными существами. Её влияние чувствовалось в тексте альбома Kansas Monolith 1979 года. При этом Керри скептически относился к традиционному христианству и не хотел становиться христианином, так как ему было не по нраву то, что он видел и слышал от телепроповедников. Позже, когда музыкант гастролировал с группой, презентуя музыку альбома Monolith, он встретил Джеффа Полларда, лидера группы LeRoux, которая на гастролях открывала концерты Kansas. Керри заметил, что молодой человек — христианин и интересуется духовными вещами, поэтому решил поближе с ним познакомиться. Во время поездки он прошёл в заднюю часть туристического автобуса и вступил с Поллардом в разговор. Сразу же у обоих начались «богословские дебаты» о том, какое повествование о жизни Иисуса Христа более точно. Благодаря этой беседе Ливгрен поверил, что Библия является подлинной летописью жизни Христа и что он ошибался, следуя учению Книги Урантии. Вскоре, остановившись в номере частной гостиницы, он был обращён в религию евангельских христиан. Были и другие участники из Kansas, которые также приняли христианство: гитарист и басист Дэйв Хоуп (после стадии наркомании) и музыкант Джон Элефант.

### Seed of Change(1980)
В 1980 году Ливгрен выпустил свой первый сольный альбом Seeds of Change. В альбоме участвовали несколько музыкантов из Kansas, в том числе Дэвид Пак из группы Ambrosia и исполнитель хеви-метала Ронни Джеймс Дио, спевший песни "To Live For The King" и "Mask Of The Great Deceiver". Сотрудничество с Ронни Джеймсом Дио, который был вокалистом таких групп, как Rainbow и Black Sabbath, позже оказалось несколько спорным среди фанатов Ливгрена, исповедующих христианство, поскольку они воспринимали группу Black Sabbath и Дио как сатанистов. При этом Дио заявил в интервью, что не считает этот альбом христианским и что он участвовал в нём по просьбе Ливгрена. После того, как Дио покинул Black Sabbath в 1983 году, в интервью летом того же года журналу Hit Parader он сказал, что снова думает о работе с Ливгреном.
Керри записал ещё три альбома с Kansas после своего сольного альбома, однако среди членов группы стала расти напряжённость, так как христианская перспектива лирики Ливгрена всё больше выделялась в текстах песен. В результате Уолш в конце 1981 года покинул группу, а Стейнхардт последовал его примеру в 1983-м перед записью альбома Drastic Measures. В свою очередь, Ливгрен, недовольный музыкальным руководством группы, также вышел из её состава в 1983 году.

### 1983—2000
В 1983-м Керри и Дейв Хоуп основали группу христианского рока AD. Однако из-за юридических трудностей, вызванных контрактными обязательствами Ливгрена перед Kansas, он не мог реализовывать музыкальную продукцию AD на господствующем рынке светской музыки. После переговоров со звукозаписывающим лейблом он получил аналогичный отказ на рынке христианского рока. Между тем, AD с 1983 по 1986 год активно гастролировала, часто чередуя выступления в барах и клубах с выступлениями в церкви. Ливгрен неоднократно заявлял, что эти годы были для него одними из самых плодотворных и в то же время наименее успешных из-за запрета на выпуск музыкальной продукции. В своей книге "Seeds of Change. The Spiritual Quest of Kerry Livgren" он пишет, что время, когда он играл вживую в AD, стало временем его наивысшего достижения в качестве гитариста. В 1988 году он издал подборку нереализованных треков AD Prime Mover, в которых басы были заменены семплами, а живой ударник — драм-машиной.
В 1989 году Ливгрен выпустил свой первый полностью инструментальный альбом One of Several Possibile Musiks. В программе удачно сочетались элементы джаза, оркестровой музыки и рока. Этот альбом был удостоен премии «Голубь» (Dove Award) как инструментальный альбом года.
Отмечая 10-летие своей первой сольной записи, Ливгрен выпустил ретроспективный сборник Decade, в который вошли первые его два альбома Seeds of Change и Time Line, а также треки из других альбомов и ранее не изданные песни. В 1994 году, вернувшись из Атланты в Топику, он основал продюсерскую компанию GrandyZine и собственный лейбл Numavox Records. В 1995 году Ливгрен издал под этим лейблом свой новый сольный альбом When Things Get Electric, а в 1996-м — саундтрек к компьютерной игре "Mind's Eye". В 1998 году он переписал малобюджетный и в своё время наспех состряпанный альбом Prime Mover, заодно добавив в сиквел пять новых треков, один из которых позаимствовал из репертуара Kansas. В 2000 году Керри Ливгрен издал очередной сольник Collector's Sedition, в котором переплетались хард, баллады и симфорок; в нём он задействовал несколько вокалистов, включая собственного племянника Джейка. В том же году решил воссоединиться с Kansas и практически в одиночку сочинил все вещи для их нового альбома под названием Somewhere to Elsewhere. Несмотря на то, что альбом получил восторженные отзывы, продажи не были сопоставимы с прошлыми успехами группы.

### Последующие годы
Союз продлился недолго, и вскоре, в 2003 году, все участники «предканзасского» периода, включая Ливгрена, собрались вместе. Их проект, получивший название Proto-Kaw, выпустил несколько дисков: Before Become After (2004), The Wait of Glory (2006) и др. В последнее время музыкант также был увлечён реализацией своей, пожалуй, наиболее амбициозной затеей — постановкой основанного на библейском сюжете оркестрово-вокального произведения "Cantata: The Resurrection Lazarus".
В настоящее время Ливгрен преподаёт в воскресной школе для взрослых в классе Библейской церкви Топики. Также он опубликовал исследование по богословию на своем сайте.

## Инсульт
1 сентября 2009 года в начале дня у Ливгрена произошёл инсульт. Его состояние характеризовалось как «серьезное, но стабильное». К 4 сентября члены семьи назвали его состояние позитивным и заявили, что его успехи на пути к восстановлению обнадеживающи. Ливгрен перенёс операцию, в ходе которой ему были установлены два стента в сонных артериях. Область мозга, в которой образовался тромб, вызвавший инсульт, связана с речью и другими навыками. Семья Ливгрена утверждала, что на его лице не было частичной неподвижности, часто встречающейся у жертв инсульта, он узнавал членов семьи и сжимал их руки в знак признания. Семья назвала сайт группы Kansas как единственный уполномоченный источник информации, извещающий о процессе выздоровления Ливгрена. На данный момент Ливгрен частично восстановился и возобновил работу над различными музыкальными проектами.
После перенесённого инсульта он впервые выступил в Канзасе 28 января 2011 года, когда дирижировал симфоническим оркестром Канзасского государственного университета во время исполнения «Dust in the Wind» в рамках специального концерта, посвящённого 150-летию штата Канзас. Ливгрена встретили продолжительными овациями.

## Дискография

### С Kansas
- 1974 Kansas
- 1975 Song for America
- 1975 Masque
- 1976 Leftoverture
- 1977 Point of Know Return
- 1978 Two for the Show (концертная запись)
- 1979 Monolith
- 1980 Audio-Visions
- 1982 Vinyl Confessions
- 1983 Drastic Measures
- 1992 Live at the Whisky (концертная запись)
- 2000 Somewhere to Elsewhere
- 2009 There's Know Place Like Home (концертная запись)

Сборники
- 1984 The Best of Kansas
- 1992 Carry On
- 1994 The Kansas Boxed Set
- 1999 The Best of Kansas (расширенный)
- 2002 The Ultimate Kansas
- 2004 Sail On: The 30th Anniversary Collection (2CD/1DVD)
- 2005 On the Other Side (переработка Carry On)

### С AD
- 1984 Time Line
- 1985 Art of the State
- 1986 Reconstructions
- 1988 Prime Mover

Концертные записи и сборники
- 1988 Compact Favourites
- 1998 AD Live (обзорный[8])

### C Proto-Kaw
- 2002 Early Recordings from Kansas 1971—1973
- 2004 Before Became After
- 2006 The Wait of Glory
- 2011 Forth

### Сольные альбомы
- 1980 Seeds of Change
- 1989 One of Several Possible Musiks
- 1994 When Things Get Electric (Керри Ливгрен и Corps de Pneuma; переработан в 2005)
- 1997 Odyssey into the Mind's Eye (саундтрек; переработан в 2005)
- 2000 Collector's Sedition (обзорный[9])
- 2021 The Resurrection of Lazarus: A Cantata
- 2022 Q.A.R.

Концертные записи и сборники
- 1992 Decade
- 2002 Best of Kerry Livgren

### Переиздания
- 1997 Reconstructions Reconstructed, (переиздание Reconstructions; частичная перезапись и переработка)
- 1998 Prime Mover II (переиздание Prime Mover, обзорный[10]; частичная перезапись с добавлением треков)
- 2007 Collector's Sedition (Director's Cut) (переиздание Collector's Sedition; частичная перезапись, ремикс и переработка)
- 2007 Decade Vol. II (переиздание Time Line, ранее изданного на 2-м диске Decade; ремикс двух треков)
- 2008 Prime Mover (Redux) (переиздание Prime Mover II с перезаписью)
- 2009 Decade Vol. I (переиздание Seeds of Change, ранее изданного на 1-м диске Decade; частичная перезапись)
- 2014 Before Became After, (частичная перезапись, ремикс и переработка)
- 2015 The Wait of Glory, (частичная перезапись, ремикс и переработка)
- 2016 Forth, (частичная перезапись, ремикс и переработка)
- 2017 Several More Musiks, (переиздание One of Several Possible Musiks; частичная перезапись, ремикс и переработка с добавлением треков)